# Dwór (Chotycze)
Dwór – część wsi Chotycze w Polsce położona w województwie mazowieckim, w powiecie łosickim, w gminie Łosice.
W latach 1975–1998 miejscowość należała administracyjnie do województwa bialskopodlaskiego.